# 위라뎃 콧니
위라뎃 콧니(태국어: วีระเดช โค๊ธนี, 1979년 5월 10일~) 또는 비라데히 코트니(독일어: Wiradech Kothny)는 독일 출신 태국의 펜싱 선수로 주 종목은 사브르이다.
태국 깐짜나부리 출신인 그는 유년 시절에 부모로부터 버림받아, 독일 가정에 입양된 후에 그 곳에서 성장하였다. 펜싱에서 두각을 나타낸 그는 1990년에 주니어 대회를 우승하였고, 2000년 하계 올림픽에서 독일 대표팀 일원으로 사브르 개인전과 단체전에서 동메달을 획득하였다. 그는 이후에 태국 대표로 2004년 하계 올림픽과 2008년 하계 올림픽에 참가하였다.

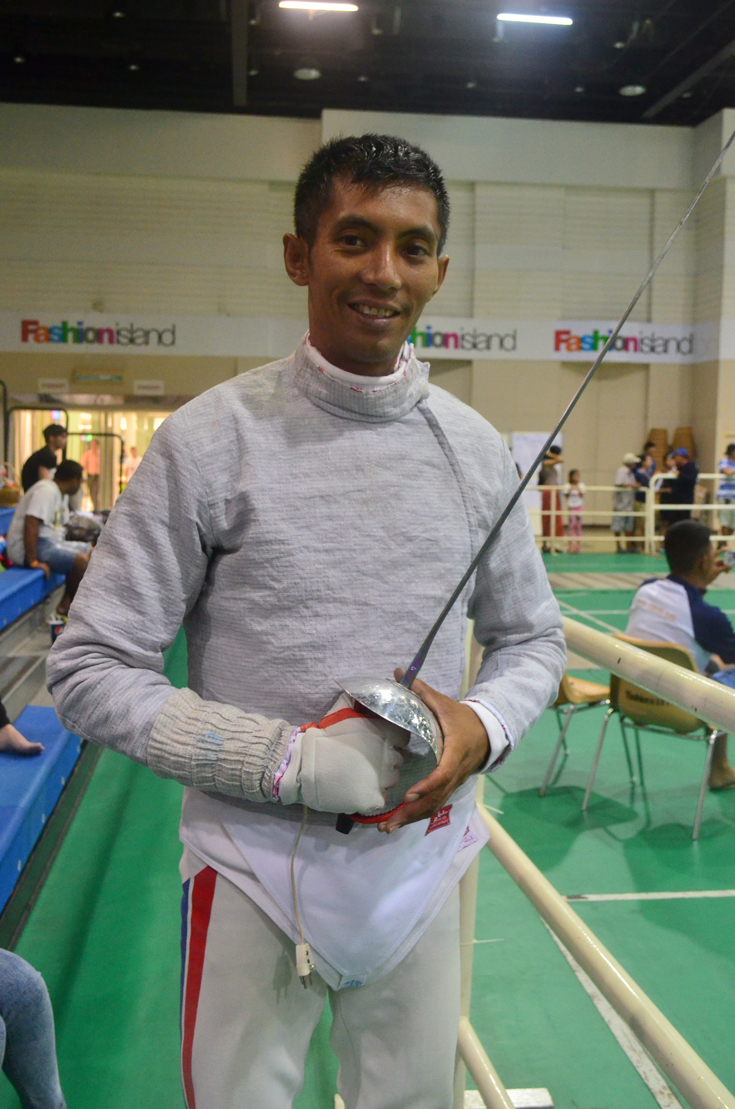
2012년 태국 펜싱 선수권 대회에 참가한 콧니

## 수상

### 수훈
- 은월계수잎 훈장(2000년)